# مورن داکتر
مورن داکتر (به لاتین: Morne Docteur) یک منطقهٔ مسکونی در گرنادا است که در Saint George Parish, Grenada واقع شده‌است. مورن داکتر ۸۴ متر بالاتر از سطح دریا واقع شده‌است.